# ويليام بانكس (سياسي)
ويليام بانكس (بالإنجليزية: William Banks)‏ هو سياسي أمريكي، ولد في 28 يوليو 1949 في شيكاغو في الولايات المتحدة. حزبياً، نشط في الحزب الديمقراطي.